# Dwarskersbos
Dwarskersbos is een klein dorp in de regio West-Kaap in Zuid-Afrika. De plaats is gelegen in de gemeente Bergrivier. Het dorp is gesticht in 1920.